# Kepler-23 c
Kepler-23 c (KOI 168.02, KOI-168 c, GSC 03564-01806 c, KIC 11512246 c, 2MASS J19365254+4928452 c) — друга з трьох екзопланет у зірки Kepler-23 в сузір'ї Лебедя.
Екзопланета є планетою нагрітою до 995 Кельвінів. Радіус Kepler-23 b дорівнює трьом земним радіусам. Вона обертається на відстані 0,099 а.о. від зірки, здійснюючи повний оборот за 11 діб.

## Зірка
Зірка Kepler-23, також відома як GSC 03564-01806, відноситься до зірок спектрального класу G2 V. Зірка знаходиться в 2609 світлових років від Землі в сузір'ї Лебедя. Навколо зірки обертаються, як мінімум, дві планети і один непідтверджений кандидат в планети
Kepler-23 — зірка 13,438 видимої величини, за своїми параметрами схожа на наше Сонце. Її маса і радіус рівні 1,11 і 1,52 сонячних; температура поверхні становить близько 5760 кельвінів. За віком Kepler-23 трохи старше нашого Сонця - їй близько 6 мільярдів років. Зірка отримала своє найменування на честь космічного телескопа Кеплер, який відкрив у неї планети.